# Waltraut Kaufmann
Pour les articles homonymes, voir Kaufmann.
Waltraut Kaufmann (née le 10 mars 1942 à Brockau) est une athlète allemande, spécialiste des courses de demi-fond. 
Représentant la République démocratique allemande, elle remporte la médaille d'argent du 800 mètres aux championnats d'Europe 1962, devancée par la Néerlandaise Gerda Kraan.
Elle participe aux Jeux olympiques de 1964 et s'incline dès les séries du 800 m.